# Basilika Vierzehnheiligen

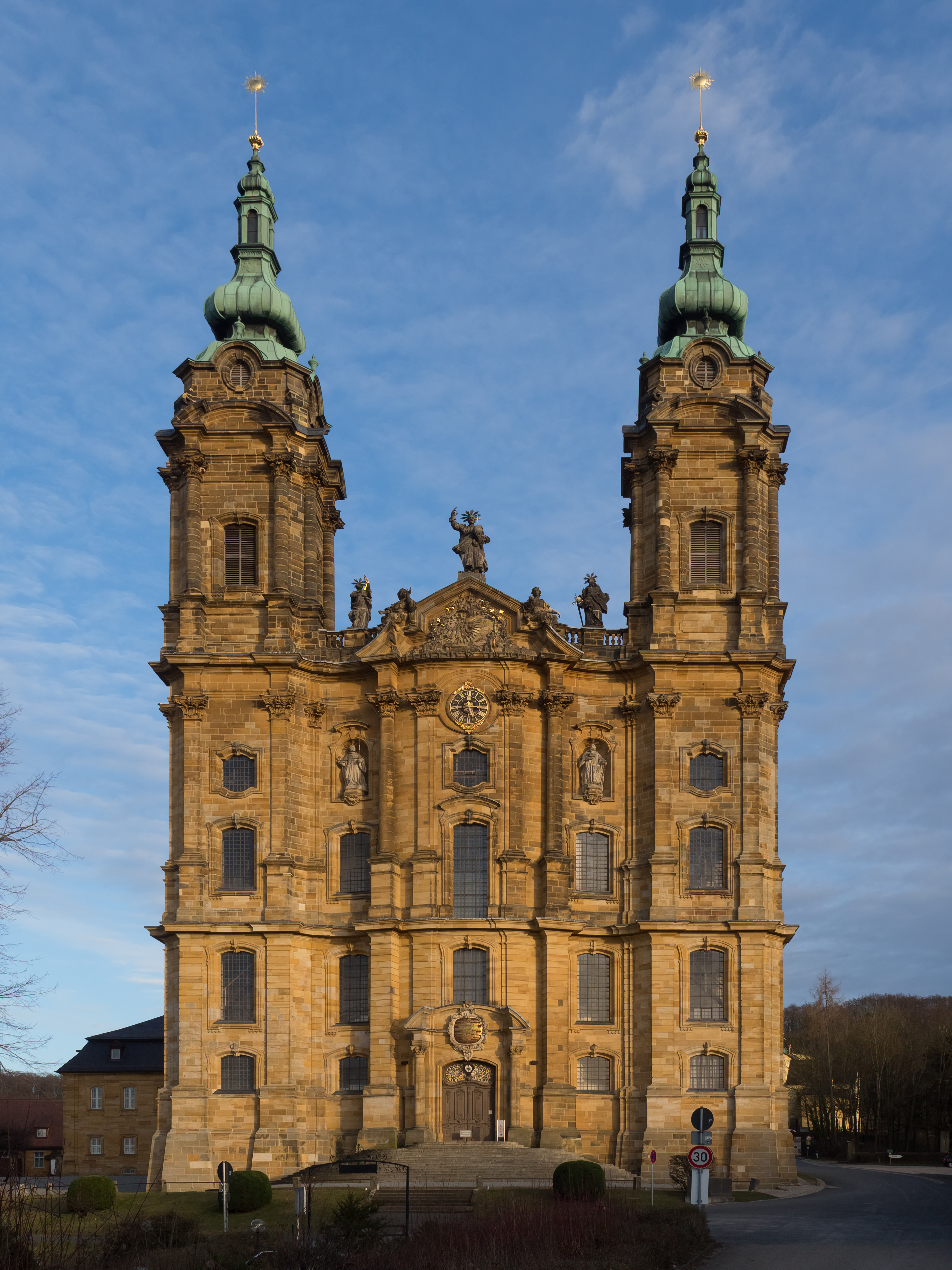
Basilika Vierzehnheiligen, Westfassade

Die Basilika Vierzehnheiligen bei Bad Staffelstein im Landkreis Lichtenfels ist eine Wallfahrtskirche in Oberfranken. 
Die nach Plänen von Balthasar Neumann gebaute Kirche trägt das Patrozinium der heiligen Vierzehn Nothelfern. Sie hat etwa eine halbe Million Besucher im Jahr. 
Neben der Basilika Marienweiher, dem Bamberger Dom und der Basilika Gößweinstein ist die Basilika Vierzehnheiligen die vierte Basilica minor des Erzbistums Bamberg. Sie ist ein prägender Bestandteil der Region Gottesgarten im Obermainland.

## Allgemeines

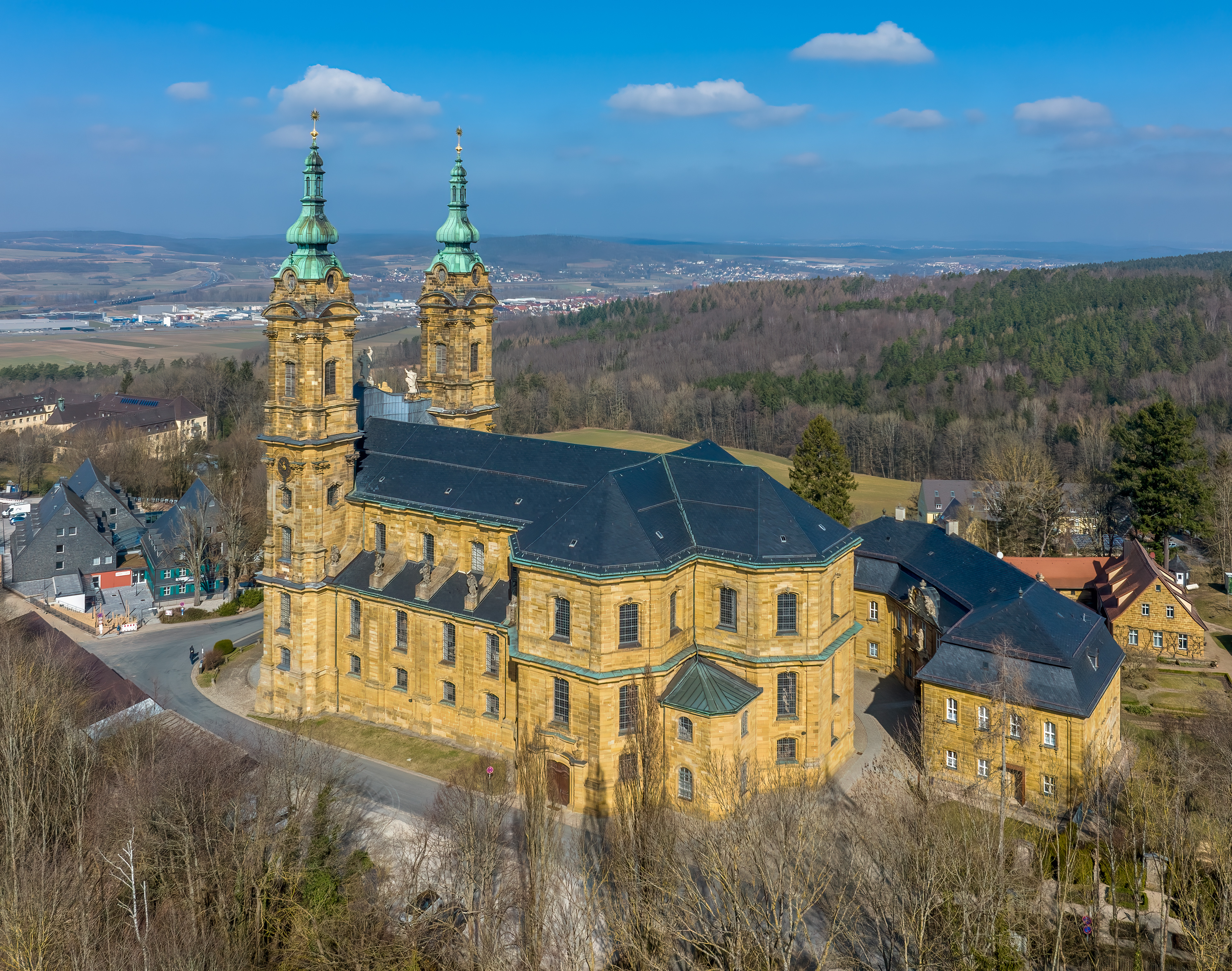
Luftbild

- Lage: am oberen Main zwischen Bad Staffelstein und der Kreisstadt Lichtenfels; Obermainland
- Erbaut: 1743 bis 1772
- Architekt: Balthasar Neumann
- Stil: Fassade spätbarock; Innenarchitektur im Stil des Rokoko
- Rektor der Basilika: Pater Maximilian Wagner OFM
- Bistum: Bamberg
- Rang: Basilica minor (1897 verliehen durch Papst Leo XIII.)
- Kantor: Georg Hagel
- Höhe der Türme: 75 Meter

An der Basilika Vierzehnheiligen verläuft der Fränkische Marienweg vorbei.

## Geschichte der Basilika

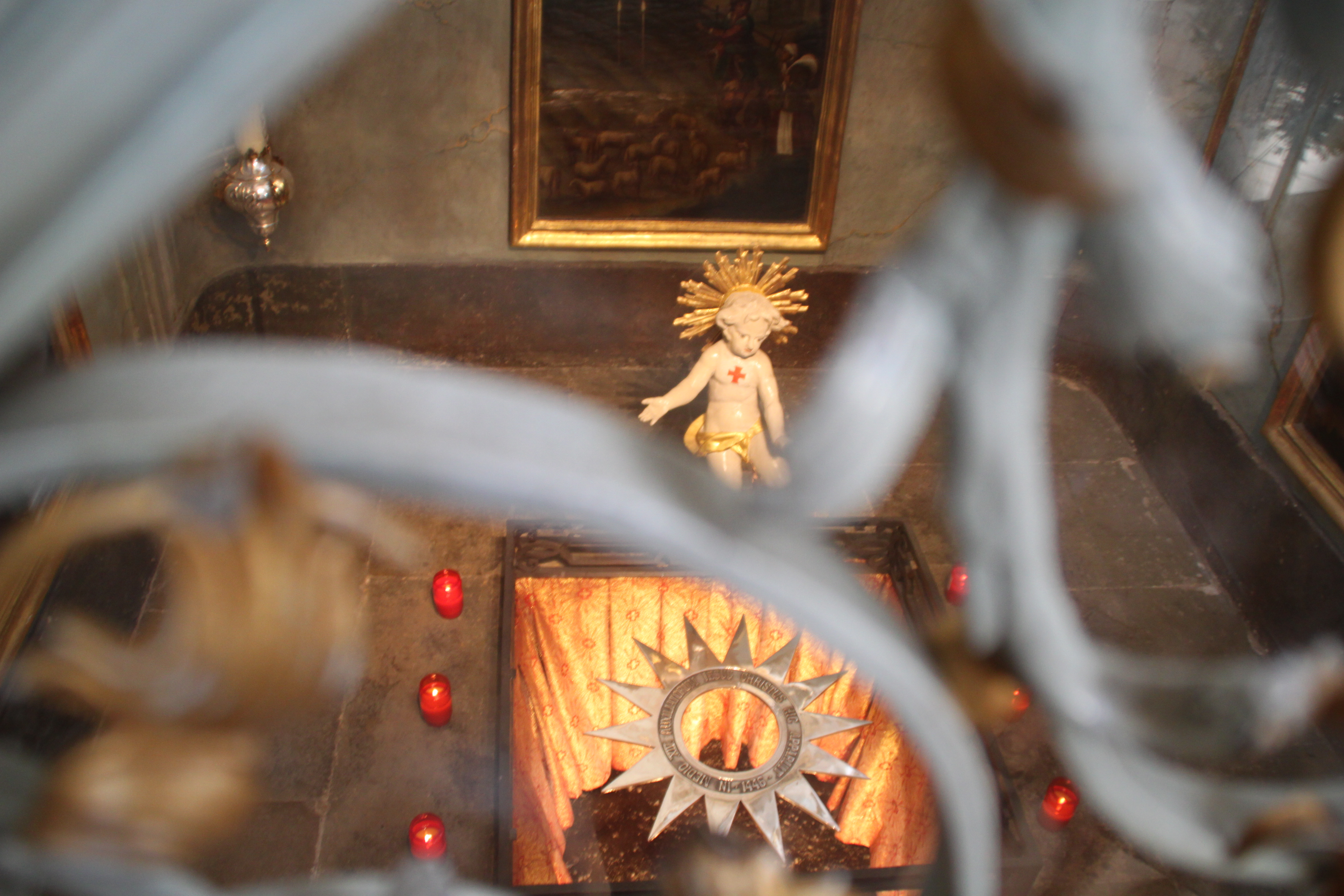
Die Stelle, an der dem Schäfer Hermann Leicht das Jesuskind erschien

Die Vorgeschichte der Wallfahrtskirche Vierzehnheiligen beginnt in der Mitte des 15. Jahrhunderts. Der Überlieferung zufolge erschien Hermann Leicht, dem Schäfer des Klosters Langheim, in den Jahren 1445 und 1446 dreimal (zuletzt am 28. Juni 1446 als Leicht seine Tiere auf einer Bergzunge weidete) das Jesuskind im Kreise anderer Kinder, halb rot, halb weiß gekleidet. Diese stellten sich als die Vierzehn Nothelfer vor und verlangten, dass an dem Ort eine Kapelle gebaut wird. Darauf verschwand die Kinderschar in den Wolken. 
Wenige Tage nach diesem Wunder vom Frankenthaler Kinderkranz ereignete sich ein weiteres Wunder: Eine schwerkranke Magd war zur Erscheinungsstätte gebracht worden, worauf sie gesund wurde. Daraufhin setzte – durch die Gewährung zahlreicher Ablassprivilegien gefördert – eine rege Wallfahrt ein. Die Zisterzienserabtei Langheim gab rasch dem Drängen der Gläubigen nach und errichtete eine den Vierzehn Nothelfern geweihte Kapelle. 1525, während des Bauernkriegs, wurde sie in Trümmer gelegt, jedoch später durch eine größere Kirche ersetzt. Gleiches geschah, nachdem diese im Dreißigjährigen Krieg ebenfalls zerstört worden war.

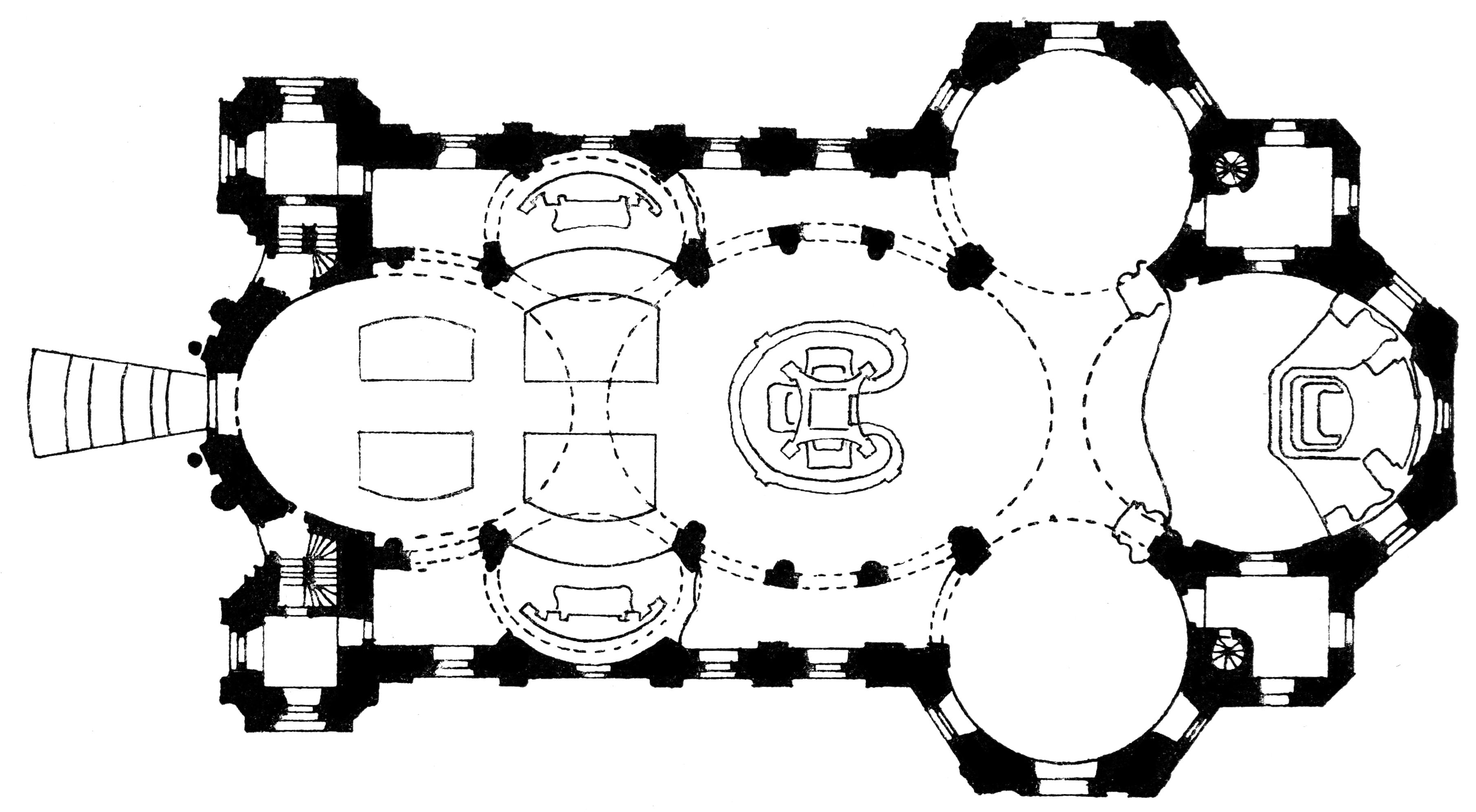
Grundriss

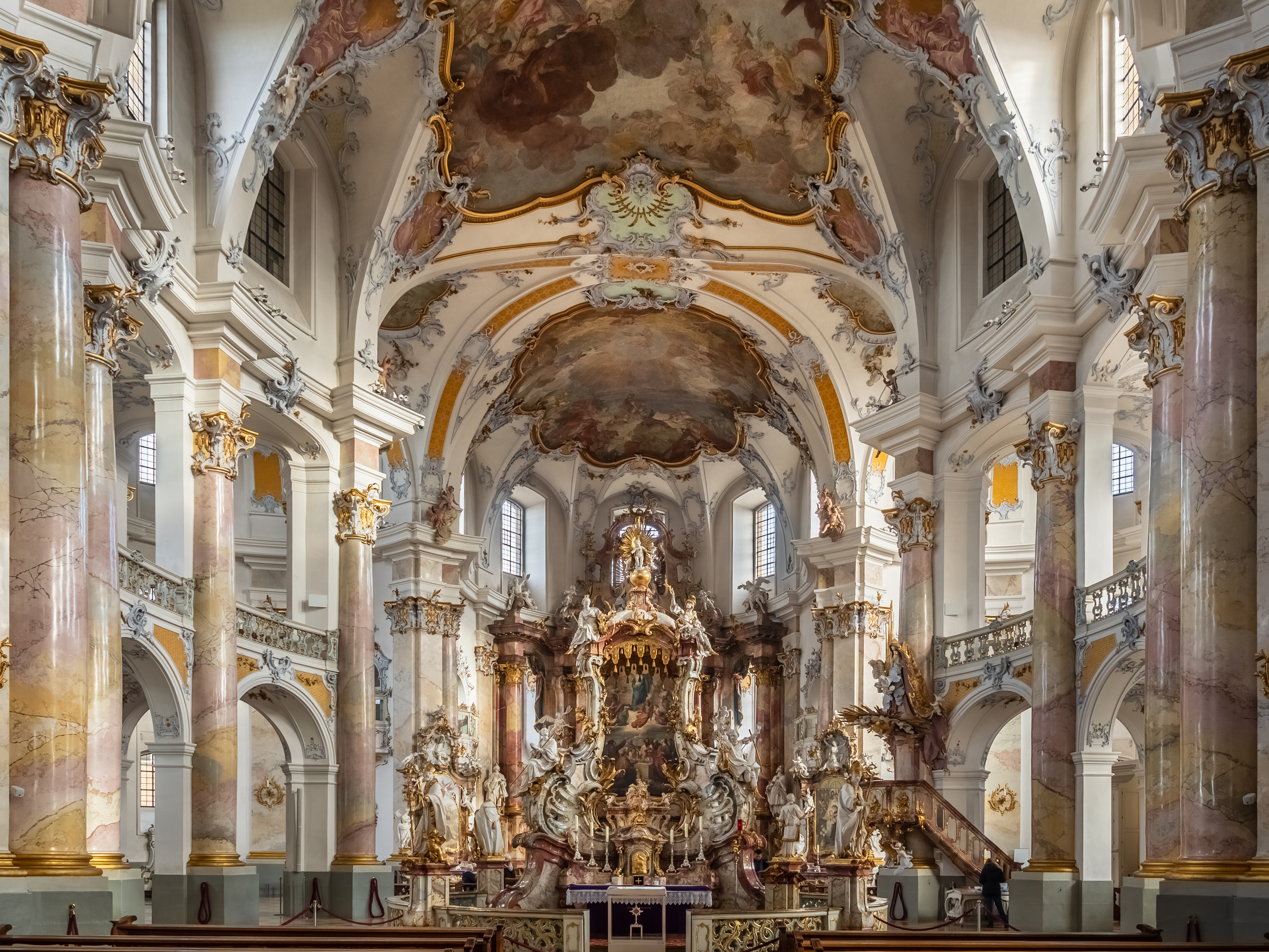
Innenraum

Die Anfänge der Baugeschichte zwischen Grundsteinlegung 1743 und Einweihung des spätbarocken Neubaus 1772 sind der lateinischen Kartuscheninschrift über dem Hauptportal im Westen zu entnehmen. Als Bauherren nennt sie die Äbte des Zisterzienserklosters Langheim Stephan Mösinger (1734–1751) und Malachias Limmer (1751–1774), die in der Regierungszeit der Fürstbischöfe Friedrich Karl von Schönborn, Philipp Anton von Franckenstein, Franz Konrad von Stadion und Adam Friedrich von Seinsheim den Bau aus eigenen klösterlichen Mitteln finanzierten. Die Planung begann bereits 1735, als Abt Stephan Mösinger vom zuständigen Bamberger Fürstbischof Friedrich Karl von Schönborn die Erlaubnis erhielt, die alte Wallfahrtskirche durch einen repräsentativen Neubau zu ersetzen. Mehrere Architekten fertigten Entwürfe für den Bau, darunter der Weimarer Landbaumeister Gottfried Heinrich Krohne, der wegen seiner Art, preiswert, aber dekorativ zu bauen, von Mösinger ausgewählt wurde, die Kirche zu errichten. Dazu kam es aber nicht, da der Bischof sein Veto einlegte. 1742 wurde dann Balthasar Neumann bestimmt, einen Bauplan zu erstellen. Im April 1743 war die Grundsteinlegung der Kirche.

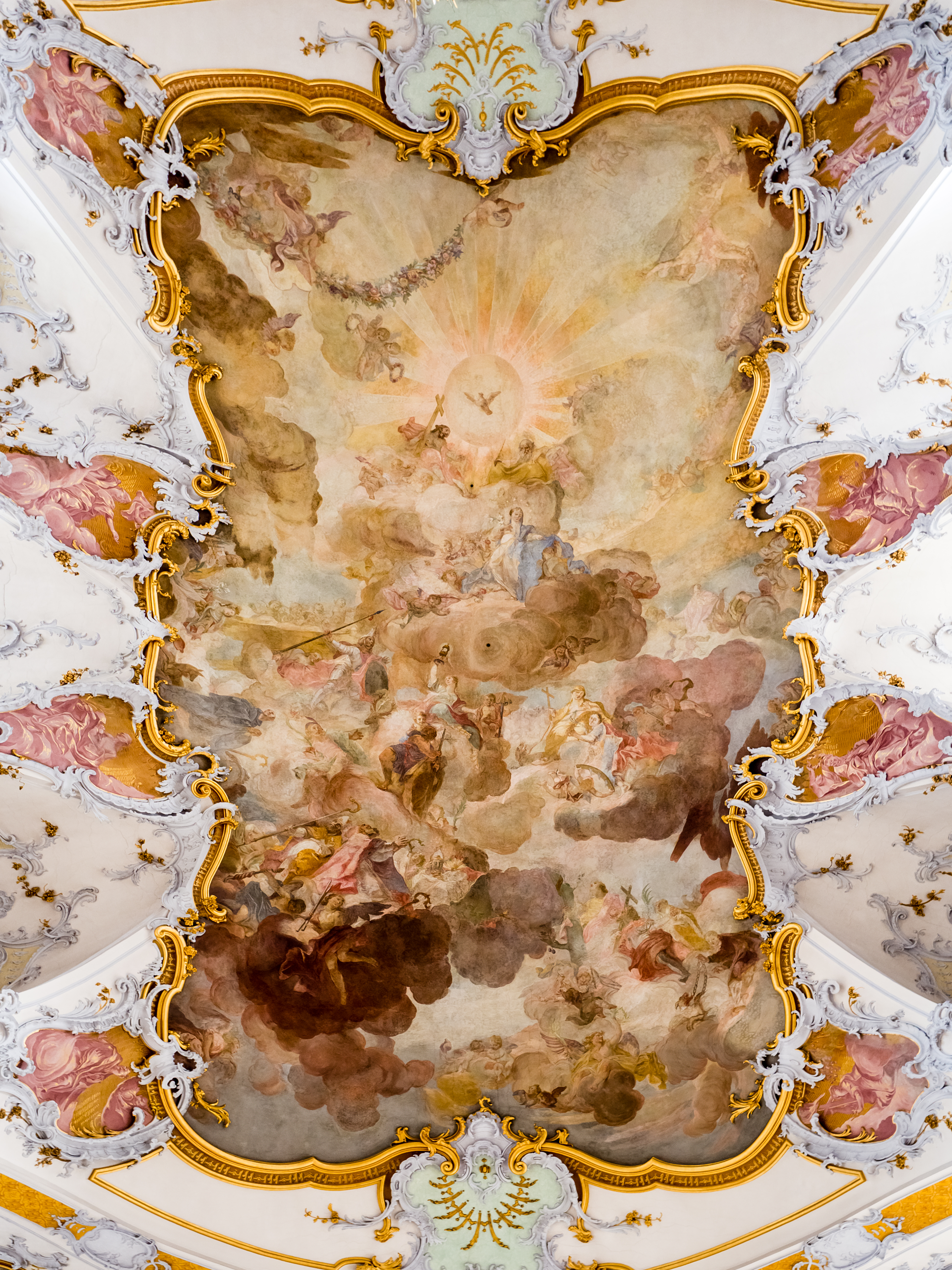
Deckenfresko
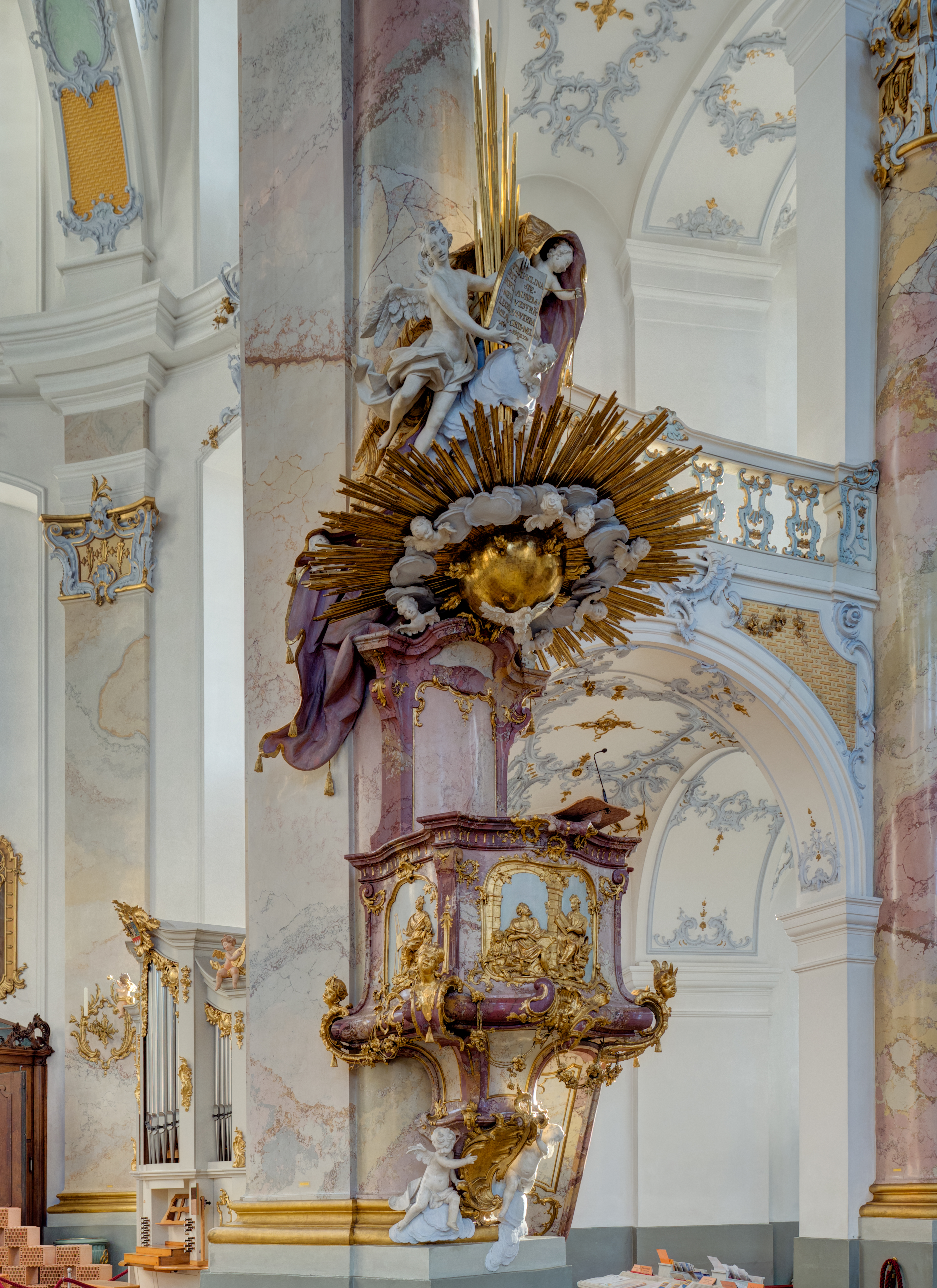
Kanzel

Bald musste Neumann jedoch feststellen, dass Krohne, der die Bauleitung innehatte, von den vereinbarten Plänen abgewichen war und den Bau ein Stück nach Osten versetzt hatte. Der Altar konnte nun nicht mehr wie vorgesehen am Ort der Erscheinung und Gnadenstätte in der überkuppelten Vierung stehen. Entgegen den liturgischen Gewohnheiten wurde er stattdessen im Langhaus der Kirche errichtet. Der Bischof war der Ansicht, dieser Fehler beruhe darauf, dass dem Protestanten Krohne die Anforderungen der katholischen Wallfahrt fremd gewesen seien. Ein anderer Grund könnte sein, dass Krohne nach Wunsch des Abtes die Baukosten möglichst gering halten wollte. Denn hätte er die Pläne eingehalten, wären teure Planierarbeiten erforderlich gewesen. Wie auch immer – der entsetzte Bischof verfügte: „Alle gamachten lutherischen nebensprüng müssen beseitigt werden…“ So wurde Neumann beauftragt, den Bau „nach dem wahren katholischen Erfordernuss gantz zu machen“. Der kurmainzische und Bamberger Oberbaudirektor Maximilian von Welsch, selbst ein begabter Architekt, schlug vor, die bereits stehenden Mauern allein dem Chor zuzuordnen: nach seinen Plänen wäre die Kirche 100 Meter lang und 80 Meter hoch gewesen und hätte in der Größe fast alle Kirchen des deutschen Barocks übertroffen. Doch mit diesen riesigen Dimensionen konnte sich Welsch nicht durchsetzen. Da ein Abriss der bereits ausgeführten Außenmauern im Ostteil für Neumann nicht in Frage kam, fertigte er 1744 auf der Grundlage des Bestehenden einen Bauplan für eine Kirche, die ihrer Aufgabe als Wallfahrtskirche und würdiger Schrein des Gnadenaltars gerecht werden sollte. Dies bedeutete aber auch, dass der Altar im Langhaus verblieb. Letzteres sollte die Besucher nach der ursprünglichen Planung traditionsgemäß lediglich auf den räumlichen Höhepunkt in der überkuppelten Vierung hinführen. Neumann behielt bis zu seinem Tod im Jahr 1753 die Oberaufsicht über den Bau. Er konnte die Kirche nicht ganz fertigstellen, dennoch war das Gewölbe im Wesentlichen sein Werk. Ein Schüler Neumanns, Johann Thomas Nißler, vollendete den Bau 1772; am 14. September 1772 weihte ihn der Fürstbischof Adam Friedrich von Seinsheim von Würzburg und Bamberg.
Die erste Hälfte des 19. Jahrhunderts waren schwere Zeiten für die Basilika Vierzehnheiligen: Nach der in Bayern vollzogenen Säkularisation im Jahr 1803 mussten die Zisterzienser, die die Wallfahrten bisher betreut hatten, nicht nur das Kloster Langheim verlassen, sondern auch die Propstei in Vierzehnheiligen. Kirchenschätze wurden verschleudert, Altarbilder verschwanden spurlos. Ein Teil der Orgel, die sehr wertvoll war, und die Glocken wurden meistbietend verkauft. Wallfahrten waren um diese Zeit von kirchlicher und staatlicher Seite verboten. 1835 verbrannten nach einem Blitzeinschlag in Vierzehnheiligen die Orgel, der Dachstuhl und die beiden Türme. Die Kirche glich einer Ruine. Erst 1839 beauftragte Bayernkönig Ludwig I. die Franziskaner der Bayerischen Franziskanerprovinz mit der Betreuung der Wallfahrt. Sie setzten auch die Kirche wieder instand. Das renovierte Gotteshaus entsprach dem Geschmack der damaligen Zeit: Die Turmhelme waren neu gestaltet worden, die neue Bittner-Orgel verdeckte vier Fenster der Westempore und auch in anderen Details wich die Innenarchitektur von Neumanns Plänen ab. 1897 erhob Papst Leo XIII. Vierzehnheiligen als zweite deutsche Kirche in den Rang einer Basilica minor. Die andere war die elsässische, heute in Frankreich gelegene Basilika Unserer Lieben Frau. Im Laufe des 20. Jahrhunderts folgten noch weitere Renovierungsarbeiten, die zu den Plänen Balthasar Neumanns zurückkehrten. Bei der jüngsten Sanierung Ende des 20. Jahrhunderts wurde nichts mehr verändert. Die neue Rieger-Orgel von 1999 verdeckt nun nur noch ein Fenster, sodass die Rokoko-Architektur wieder besser zur Geltung kommt.

## Architektur der Basilika

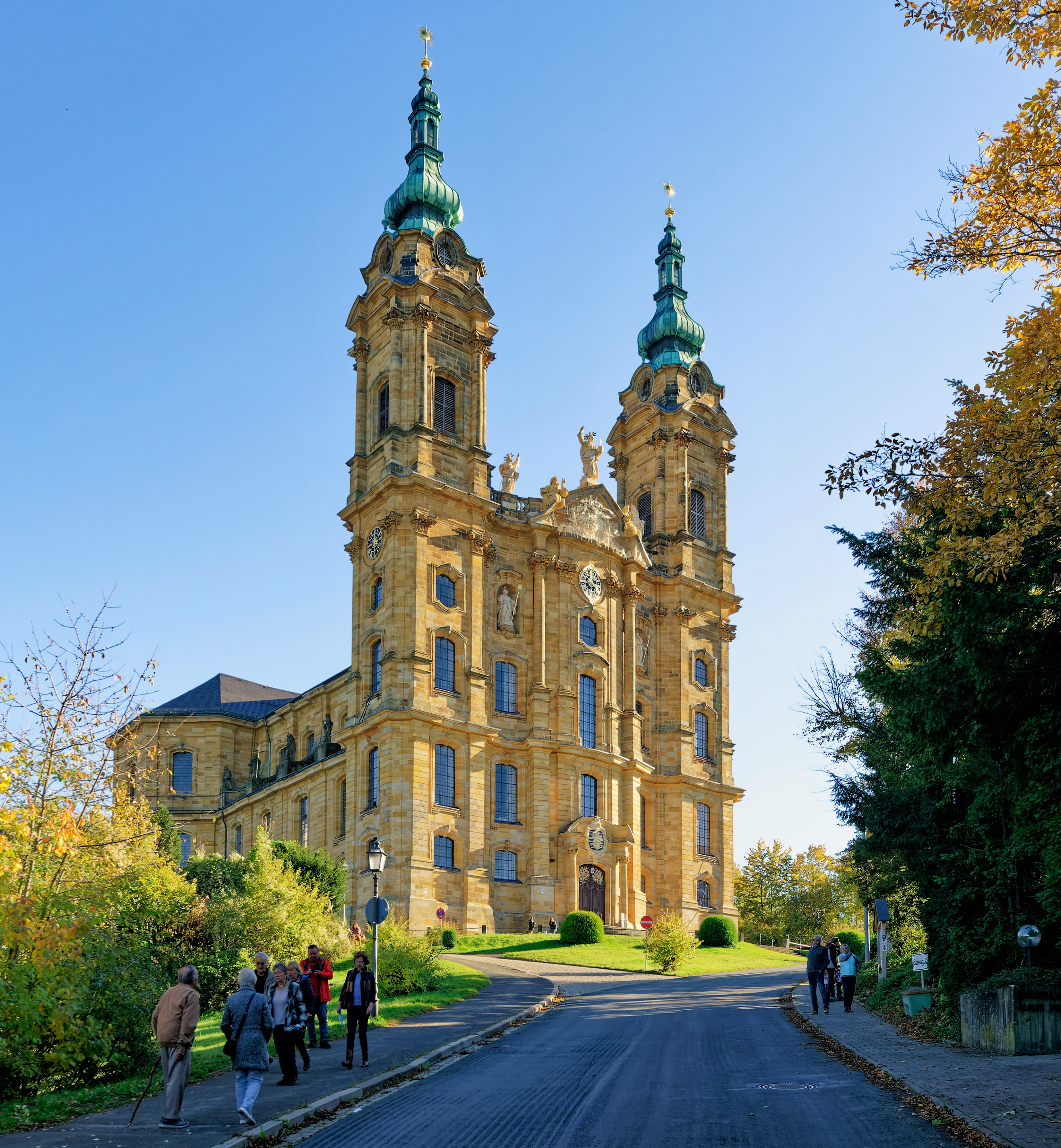
Außenansicht mit den 75 Meter hohen Türmen

Die Außenansicht wird geprägt von der repräsentativen Fassade mit dem elegant vorschwingenden Mittelteil und den beiden hohen Türmen. Das Erscheinungsbild ist mit seinen Proportionen auf Fernsicht angelegt und stellt eine Antwort auf die Fassade der am gegenüberliegenden Hang gelegenen Kirche des Klosters Banz dar, an der sie sich teilweise im Aufbau orientiert. Die Fassade gilt als eine der imposantesten des Barock-Zeitalters. Die Gestaltung des Baus war beeinflusst von den oben beschriebenen Problemen durch seine Verschiebung nach Osten. Neumann gelang es jedoch immerhin, den Innenraum völlig unabhängig von den Außenmauern zu gestalten: Er sorgte mit mehreren überlappenden Ovalen für einen dynamisch kurvierten Grundriss, der das gesamte Innere sehr lebendig machte. Um den Altar herum, diesen gleichsam sanft umfassend, liegt, von der Struktur des Äußeren losgelöst, ein sogenanntes großes Gnadenoval, das den gesamten Raum auf den Ort der Erscheinung hin ausrichtet und ihm mit seinen kolossalen Dreiviertelsäulen einen herrschaftlichen Anstrich verleiht.

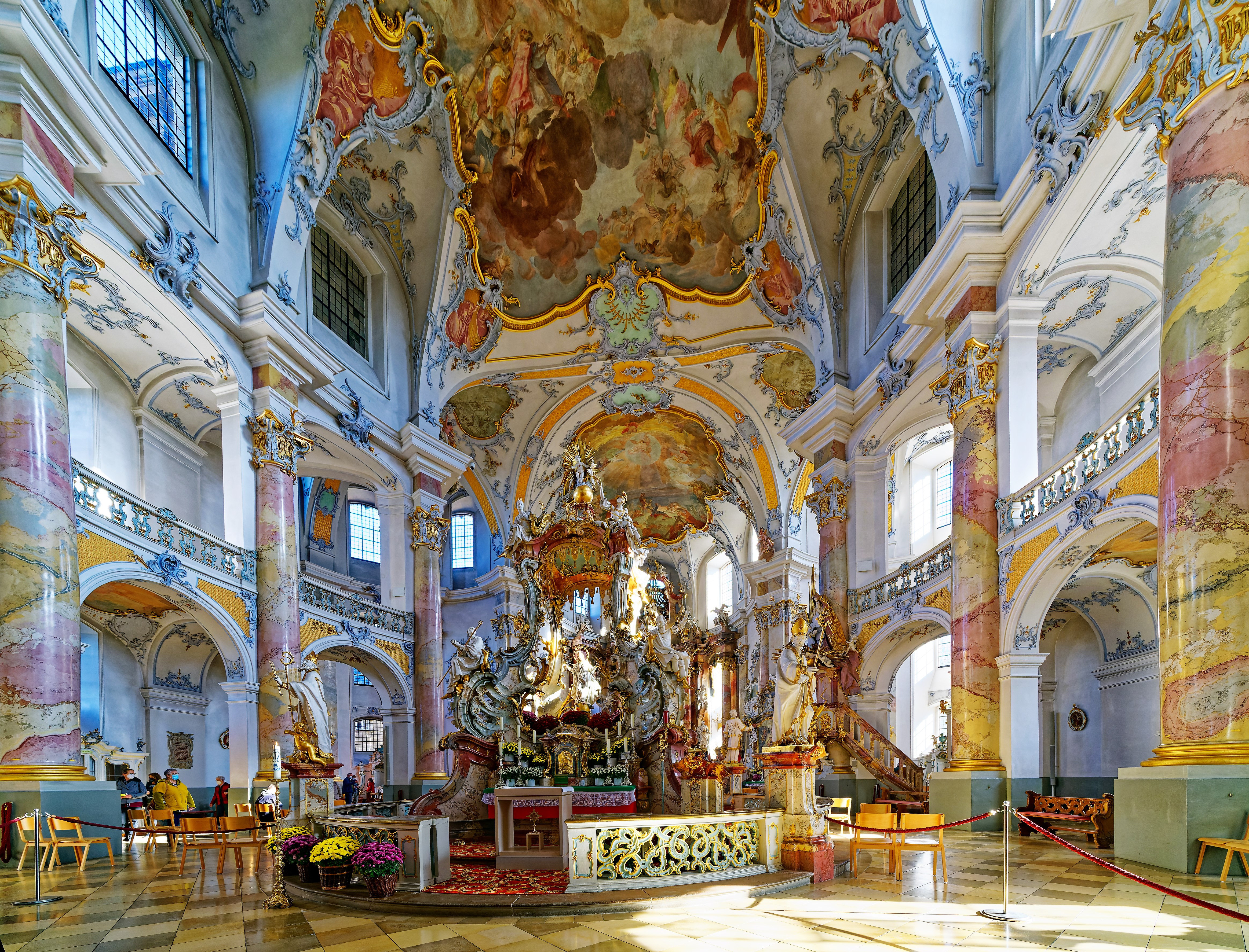
Innenansicht

Die feinen Stuckaturen von Franz Xaver Feuchtmayer, Johann Michael Feuchtmayer dem Jüngeren und Johann Georg Üblhör, die Malereien Giuseppe Appianis und nicht zuletzt der Gnadenaltar zeugen von der primären Prägung des Sakralbaus durch den Geist des Rokoko. Das durch viele Fenster indirekt einfallende Licht trägt zur besonderen Atmosphäre des Raumes bei. Mit der Errichtung des Gewölbes begann man erst nach dem Tode Neumanns. Dass es dennoch vollendet wurde, ist dem Staffelsteiner Baumeister Thomas Nißler zu verdanken. Es ist zweifellos eine technische Meisterleistung, vor allem, weil Neumann nicht alles genau im Voraus berechnen konnte und Nißler sich allein auf seine Erfahrung verlassen musste. Für die Wand war eine Dicke von zwölf Zentimetern vorgesehen, und es sollte aus fränkischem Kalkmarmor bestehen, einem nicht sehr stabilen Material. Niemand glaubte bei der Errichtung der Basilika, dass es auf Dauer halten würde. Doch es widerstand allen Witterungseinflüssen und sogar dem verheerenden Kirchenbrand von 1835 (die Basilika hatte nach dem Brand nur zwei Jahre lang kein Dach).

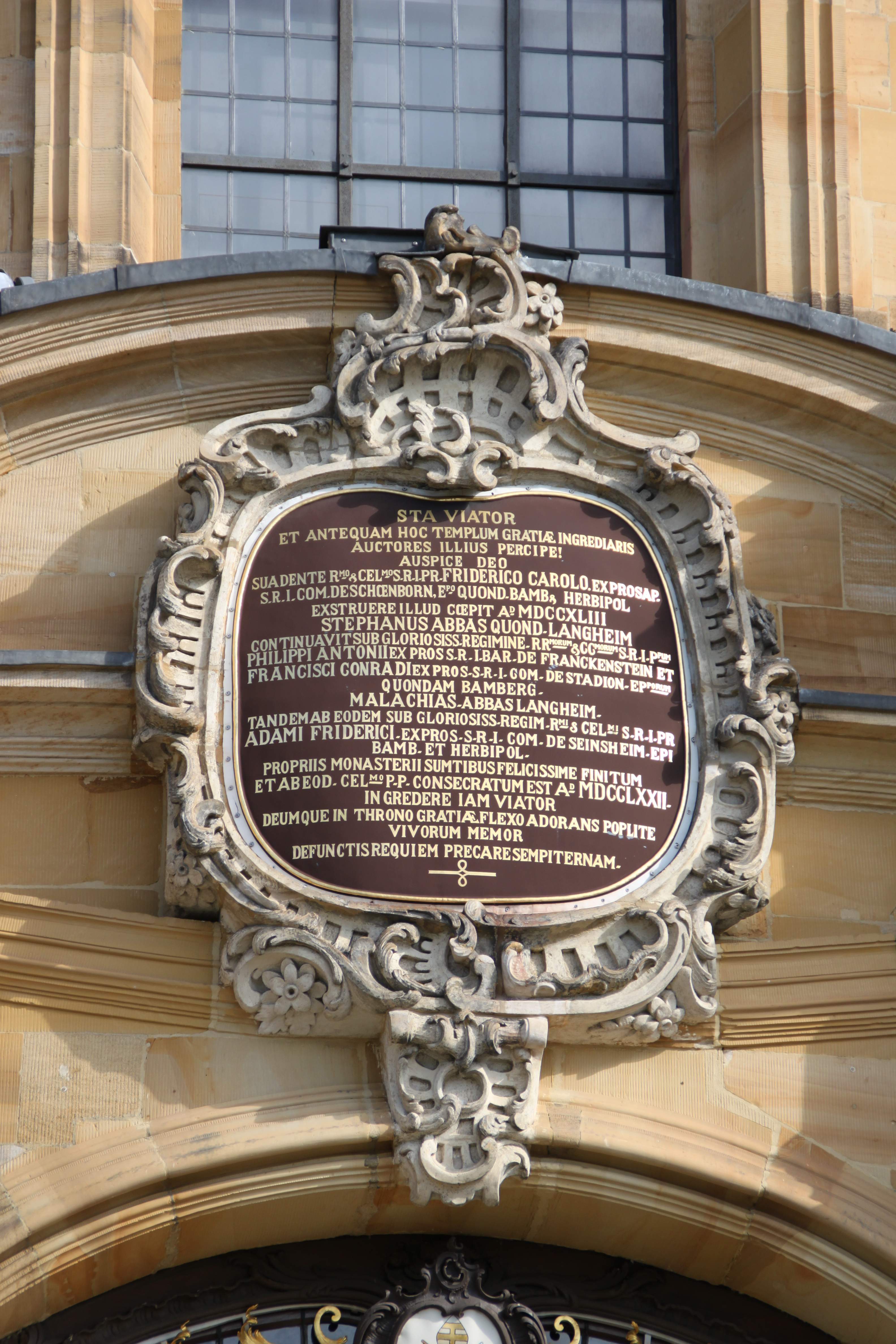
Kartusche über dem Hauptportal

Das Hauptportal, in der unteren Zone des Mittelbaus der mächtigen Doppelturmfassade, ist von einem Sprenggiebelrahmen eingefasst und mit einer Kartusche geschmückt, deren lateinische Inschrift sich persönlich an den Besucher als Wanderer und Pilger wendet und am Ende einlädt, in das Gotteshaus hineinzugehen: 
INGREDERE IAM VIATOR/ DEUMQUE IN THRONO GRATIAE FLEXO ADORANS POPLITE/ VIVORUM MEMOR/ DEFUNCTIS REQUIEM PRECARE SEMPITERNAM
(Geh nun hinein, Wanderer, bete Gott auf seinem Gnadenthron mit gebeugtem Knie an, denke an deine lebenden Mitmenschen und bitte für die Verstorbenen um ihre ewige Ruhe.)
Ist das Westportal nicht geöffnet, betritt man die Basilika am Ende des nördlichen Querhauses. Dort wird man von der Eisenbarth-Chororgel und in der Weihnachtszeit von der großen Krippe im südlichen Querhaus begrüßt. 
In ihrer Mitte wird die Basilika auf der linken Seite vom Hochaltar beherrscht. Rechts befindet sich das Herzstück, der Gnadenaltar, ein Meisterwerk des Rokoko. Auf der hohen Westempore beherrscht die mächtige Rieger-Orgel das Bild.

Hochaltar
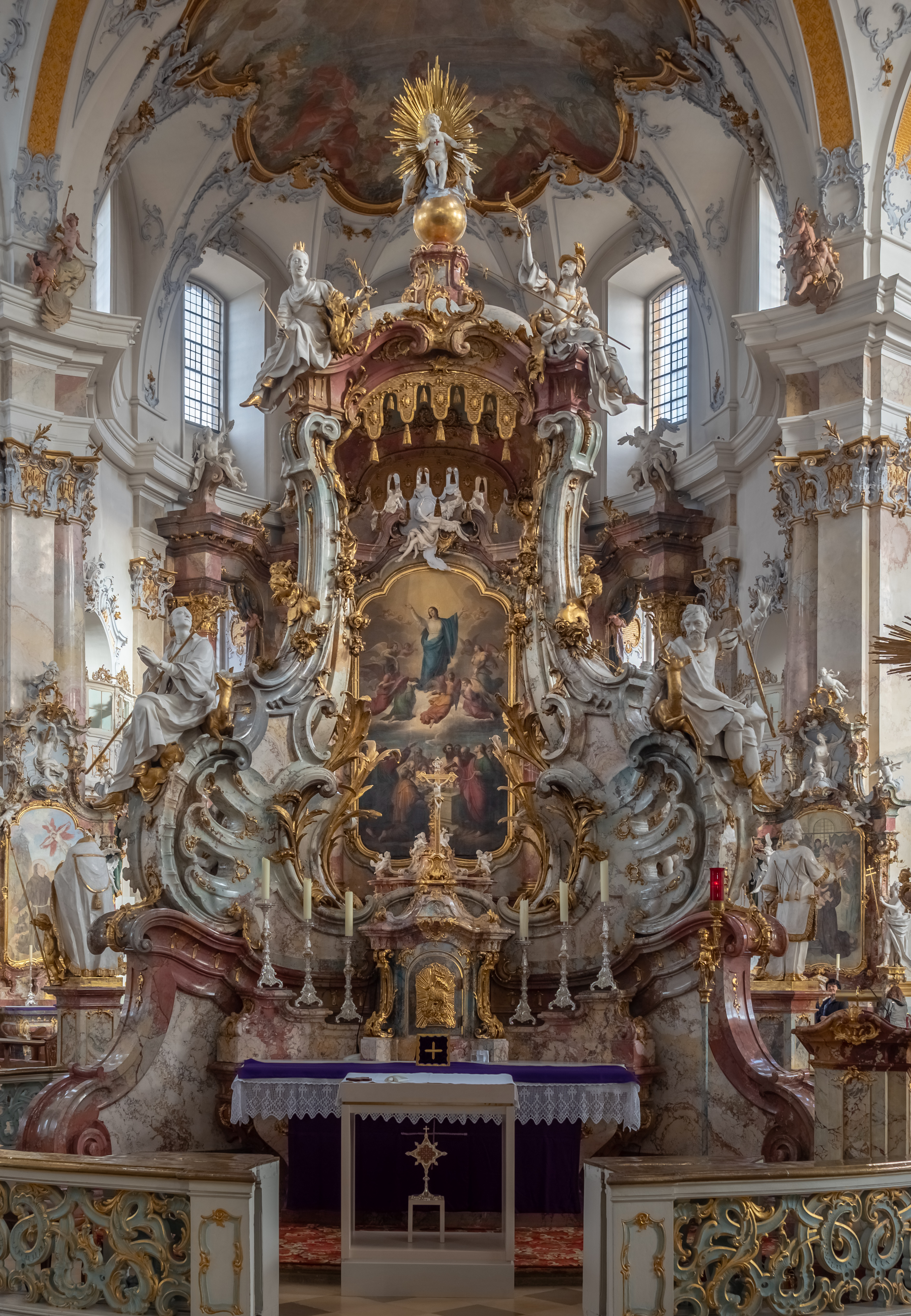
Gnadenaltar

### Gnadenaltar
Der Rokoko-Altar mit den Vierzehn Nothelfern steht in der Mitte des Langhauses frei im Raum und ist von einem geschwungenen Kommuniongitter umgeben. Seitlich eröffnet sich der Blick zum Ort der Erscheinung. Der mit Stuckmarmor geschmückte Unterteil des Altars ist von einem durchlässigen, aus sprühenden Rocaillen bestehenden Baldachin überwölbt, der den Blick zum Hochaltar freihält. Zwölf der Vierzehn Nothelfer sind am Gnadenaltar, nach den vier Himmelsrichtungen ausgerichtet, in drei Etagen übereinander angebracht. Barbara und Katharina stehen an den beiden seitlichen Altären.

### Die Vierzehn Nothelfer
Zu den Vierzehn Nothelfern zählen drei Bischöfe (Dionysius, Erasmus, Blasius), drei Märtyrerinnen (Barbara, Margareta, Katharina), drei Ritter (Georg, Achatius, Eustachius), der Arzt Pantaleon, der Mönch Ägidius, der Diakon Cyriacus, ein Knabe (Vitus) und eine Legendengestalt (Christophorus).

### Orgeln

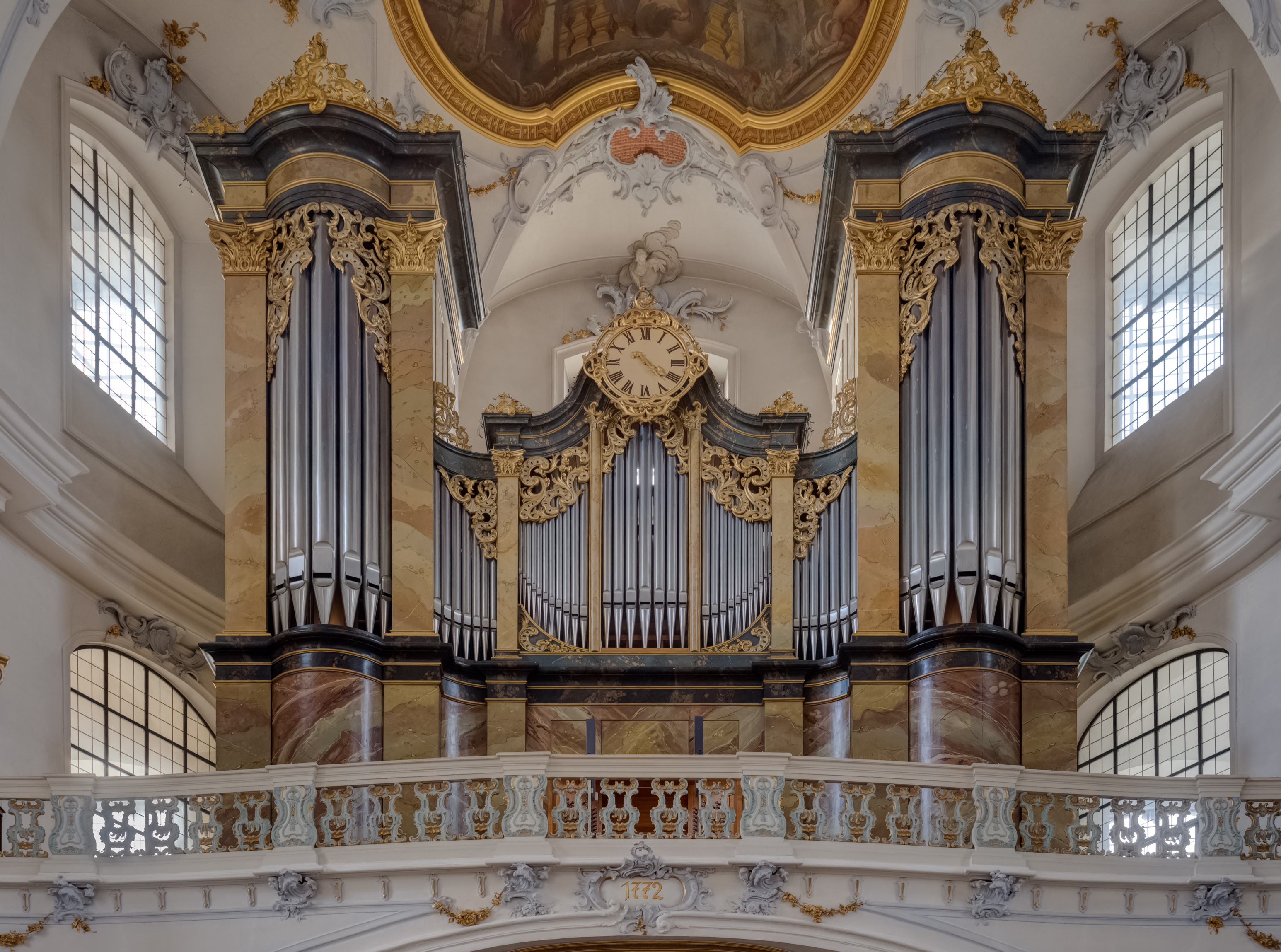
Prospekt der Rieger-Orgel

Bereits im 18. Jahrhundert gab es in Vierzehnheiligen zwei Orgeln. Eine stand auf der Empore über der Sakristei, die andere, größere, auf der Westempore. Im Lauf der Zeit befanden sich Orgeln von Augustin Ferdinand Bittner aus Nürnberg und Ludwig Weineck aus Bayreuth in der Basilika. 1905 erweiterte die Firma Steinmeyer die vorhandene Orgel. Ihr Werk wurde 1951 nochmals von Steinmeyer erneuert und umgebaut.
Nach Abschluss der Kirchensanierung wurde auch die beschädigte Orgel ersetzt. Die österreichische Firma Rieger Orgelbau erbaute 1999 ein neues Instrument mit 68 klingenden Registern nach dem Konzept einer Universalorgel mit Schwerpunkt auf der französischen Romantik. Es besteht aus Hauptwerk (I), Positiv (II), Schwellwerk (III) und Chamadewerk (Bombardwerk, IV). Zur Disposition dieser Orgel siehe hier.
Im südlichen Querhaus der Basilika befindet sich eine fahrbare zweimanualige Chororgel von Eisenbarth.

### Glocken
Das erste große Geläute des Gotteshauses war bereits zu dessen Einweihung im Jahre 1772 fertiggestellt und umfasste sechs Glocken, welche vom Glockengießer Johann Andreas Mayer aus Coburg gegossen wurden. Im Zuge der Säkularisation mussten die drei größten Glocken nach nur 30 Jahren vom Turm gehoben und veräußert werden, konnten aber vorerst in der Stadtpfarrkirche in Lichtenfels erhalten bleiben. Die Basilika besaß unterdessen nur noch die drei kleinen Glocken. Der verheerende Kirchenbrand im März 1835 zerstörte jedoch sowohl die Türme, als auch die Glocken. Schon bald wurde ein neues Geläute vom Bamberger Glockengießer Georg Michael Keller gegossen, war aber für den Rang des bedeutenden Kirchengebäudes nicht ausreichend. Die beiden großen Glocken konnten schließlich 1869 bei der Bamberger Glockengießerei Lotter in Auftrag gegeben werden und bilden heute ein würdiges Geläutefundament. Der Erste Weltkrieg und die damit verbundenen Glockenbeschlagnahmungen bedeutete allerdings das Ende für die drei Keller-Glocken von 1839 – sie wurden eingeschmolzen. Nach Kriegsende goss die Glockengießerei Ulrich in Apolda 1921 drei neue Glocken und füllte die kriegsbedingte Lücke im Geläute. Im Zweiten Weltkrieg mussten erneut die vorhandenen Glocken (mit Ausnahme der Blasiusglocke) abgeliefert, konnten aber nach Kriegsende wieder zurückgeführt werden. Lediglich die Nothelferglocke kehrte nicht mehr zurück und wurde 1950 von der Landshuter Glockengießerei Hahn ersetzt.
In den 1980er Jahren wurde das aus fünf Glocken bestehende Geläut an gekröpfte Stahljoche gehängt, um die Belastung der Türme zu reduzieren, was allerdings mit einer Beeinträchtigung des Klanges und einer erhöhten Beanspruchung der Glocken verbunden war. Deswegen hängte man die drei kleineren Glocken im Nordturm wieder an gerade Holzjoche. Wegen eines Beinahe-Absturzes der Blasiusglocke infolge zweier gerissener Haltebänder im Sommer 2014 wurde das Geläut im Südturm stillgelegt. Im Rahmen größerer Renovierungsarbeiten, die im Jahr 2022 abgeschlossen sein sollen, wurden die mit viel Stahl verstärkten alten Glockenstühle, die direkt ins Turmmauerwerk eingebunden waren und die Schwingungen dadurch ungedämpft auf die Türme übertrugen, durch auf eine Reduzierung des Schwingungseintrags in die Türme optimierte Eichenholzglockenstühle ersetzt. Auch die beiden größten Glocken konnten dadurch wieder an gerade Holzjoche gehängt werden.
Um die historischen Glocken zu entlasten, wurden im Jahr 2019 sechs neue Glocken in Auftrag gegeben. Diese wurden am 8. September 2019 geweiht und sind am 24. November zum Christkönigssonntag erstmals erklungen. Vier der neuen Glocken sind Zimbelglocken und bilden die Klangkrone des Geläutes (Glocken 8–11). Die beiden weiteren Klangkörper ergänzen die Tonfolge der bereits vorhandenen Glocken.
| Nr. | Name                                      | Gussjahr | Gießer, Gussort              | Durchmesser (mm) | Masse (kg) | Schlagton (HT-1/16) | Inschrift |
| --- | ----------------------------------------- | -------- | ---------------------------- | ---------------- | ---------- | ------------------- | --- |
| 1   | Georg                                     | 1869     | Lotter, Bamberg              | 1662             | ~2900      | h0 +1               | HEILIGER GEORGIUS BITTE FÜR UNS |
| 2   | Blasius                                   | 1869     | Lotter, Bamberg              | 1387             | ~1700      | d1 −2               | |
| 3   | Maria                                     | 1950     | Hahn, Landshut               | 1100             | ~1100      | e1 −1               | |
| 4   | De Profundis                              | 1921     | Ulrich, Apolda               | 1089             | ~750       | fis1 −5             | |
| 5   | Bernhard und Benedikt                     | 2019     | Bachert, Neunkirchen (Baden) | 1045             | 702        | g1 +1               | HEILIGER BENEDIKT – WAS GIBT ES SCHÖNERES ALS DIE STIMME DES HERRN DER UNS EINLÄDT HEILIGER BERNHARD – ÖFFNE DAS OHR DEINES HERZEN |
| 6   | Vierzehn Nothelfer                        | 1921     | Ulrich, Apolda               | 894              | ~450       | a1 +5               | |
| 7   | Franziskus                                | 2019     | Bachert, Neunkirchen (Baden) | 870              | 449        | h1 +1               | HÖCHSTER GLORREICHER GOTT, ERLEUCHTE DIE FINSTERNIS MEINES HERZENS UND SCHENKE MIR RECHTEN GLAUBEN, SICHERE HOFFNUNG UND VOLLKOMMENE LIEBE. |
| 8   | Regina Coeli                              | 2019     | Bachert, Neunkirchen (Baden) | 656              | 204        | e2 +4               | REGINA COELI LAETARE QUIA QUEM MERUISTI PORTARE RESURREXIT SICUT DIXIT + + ORA PRO NOBIS DEUM + HALLELUJA (Freu dich, du Himmelskönigin, den Du zu tragen würdig warst, er ist auferstanden, wie er gesagt hat. Bitt Gott für uns, Halleluja)               |
| 9   | Domina Angelorum (Königin der Engel)      | 2019     | Bachert, Neunkirchen (Baden) | 580              | 136        | fis2 +1             | AVE REGINA COELORUM AVE DOMINA ANGELORUM SALVE RADIX SALVE PORTA EX QUA MUNDO LUX EST ORTA (Sei gegrüßt, Du Königin der Himmel, sei gegrüßt, du Herrin der Engel, sei gegrüßt, du Wurzel, der das Heil entsprossen, du Tür, die uns das Licht erschlossen.) |
| 10  | Stella Maris                              | 2019     | Bachert, Neunkirchen (Baden) | 553              | 118        | g2 +1               | AVE MARIS STELLA DEI MATER ALMA ATQUE SEMPER VIRGO FELIX COELI PORTA (Meerstern ich dich grüße, erhabene Mutter des Herrn, immerwährend Jungfrau, glückliche Pforte des Himmels)                                                                            |
| 11  | Puer Natus Est (Ein Kind ist uns geboren) | 2019     | Bachert, Neunkirchen (Baden) | 487              | 82         | a2 +2               | PUER NATUS EST NOBIS et FILIUS DATUS EST NOBIS (Ein Kind ist uns geboren, ein Sohn ist uns geschenkt.) |